# Johannes Schiliin
Johannes Schiliin, född 20 februari 1692 i Vårdnäs socken, död 10 oktober 1756 i Stens socken, var en svensk präst.

## Biografi
Johannes Schiliin föddes 20 februari 1692 på Skillberga i Vårdnäs socken. Han var son till nämndemannen Jon Johansson. Schiliin studerade i Linköping och blev 1715 student vid Lunds universitet, Lund. Han prästvigdes 8 september 1718 och blev 1725 komminister i Bjälbo församling, Skänninge pastorat. Schiliin blev 1741 kyrkoherde i Stens församling, Stens pastorat, tillträde 1742. Han avled 10 oktober 1756 i Stens socken och begravdes 19 oktober samma år.
Till Schiliins begravning författare extra ordinarie prästmannen N. Setterdahl ett sorgerop.

### Familj
Schiliin gifte sig 18 oktober 1726 med Elisabeth Pettersson. Hon var dotter till en köpman i Norrköping. De fick tillsammans barnen Eva Lisa (1727–1743), Peter Johannes (1728–1730), Ingrid Christina (1730–1736), Catharina (1732–1732), Helena Catharina, som var gift med kyrkoherden Johan Fogelstrand, Peter Johan (1735–1751), Magnus (född 1738) och Ingrid Christina.